# Giovanni Filippo Gallarati Scotti

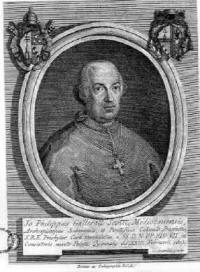
Giovanni Kardinal Gallarati Scotti (Stich des 18. Jh.)

Giovanni Filippo Gallarati Scotti (* 25. Februar 1747 in Mailand; † 6. Oktober 1819 in der Nähe von Orvieto; auch Giovanni Filippo Scotti Gallarati, Giovanni Filippo Gallerati Scotti oder Filippo Scotti genannt) war ein italienischer päpstlicher Diplomat, Bischof und Kardinal der Römischen Kirche.

## Leben
Der Sohn des Giovanni Battista Gallarati Scotti und der Maria Teresa Spinola stammte aus einer der prominentesten Familien der Mailänder Patrizierschaft und wurde früh für eine geistliche Laufbahn bestimmt. Er besuchte die Universität von Pavia und das Collegio di Milano. Im Jahr 1773 erlangte er einen Doktor der Rechte.
Am 6. Februar 1769 wurde Gallarati Scotti Referendar an der Apostolischen Signatur. Vom 17. Februar 1770 bis zum April 1776 wirkte er als Vize-Legat in der Romagna, im Jahr 1785 findet er sich als Inquisitor in Malta. Die Priesterweihe empfing er am 12. August 1792.
Am 24. September 1792 wurde er zum Titularerzbischof von Side ernannt, die Bischofsweihe spendete ihm am 17. März 1793 in der römischen Kirche San Carlo al Corso Kardinal Luigi Valenti Gonzaga unter Assistenz der Bischöfe Carlo Crivelli, Präfekt der vatikanischen Archive, und Antonio Felice Zondadari, Nuntius in Belgien. Gallarati Scotti war vom 23. August 1793 bis zum 3. Oktober 1795 Nuntius im Großherzogtum Toskana und vom 18. August 1795 bis 1797 Nuntius in Venedig.
Im Konsistorium vom 23. Februar 1801 kreierte Papst Pius VII. ihn zum Kardinalpriester, ihm wurde Sant’Alessio als Titelkirche zugewiesen. Von 1805 bis 1806 war er Kämmerer des Heiligen Kardinalskollegiums. Da er sich weigerte, an der Hochzeit Napoleon Bonapartes mit Marie-Louise von Österreich teilzunehmen, wurde er zunächst nach Sedan, später nach Charleville und schließlich nach Toulon verbannt.
Nach dem Sturz Napoleons wechselte er am 26. September 1814 zur Titelkirche Santa Prassede. Am 21. Dezember 1818 optierte er zur Titelkirche San Lorenzo in Lucina und wurde in demselben Jahr Kardinalprotopriester.
Giovanni Filippo Gallarati Scotti starb am 6. Oktober 1819 im Landhaus der Familie Gaultieri in der Nähe von Orvieto. Er wurde in der dortigen Kathedrale aufgebahrt, später nach Rom überführt und in der Kirche Santi Ambrogio e Carlo al Corso beigesetzt.